# Gorgon-Gasprojekt

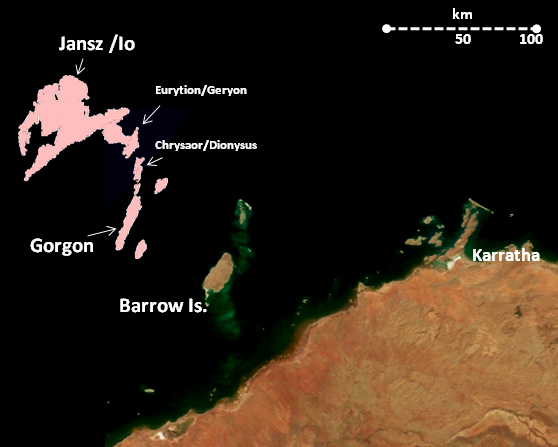
Das Greater-Gorgon-Gasfeld um die Barrow-Insel

Das Gorgon-Gasprojekt, auch Great Gorgon genannt, soll etwa 8 % der globalen Flüssiggasmenge liefern und gilt als weltweit größtes Förderprojekt für Flüssiggas. Der Start der Förderung war zunächst für das Jahr 2014 geplant. Die elf Gasfelder liegen in Western Australia 200 km von der Küste entfernt. Aufgebaut wurde ein Offshore-Systems von Pipelines und großindustriellen Erdgas-Förderanlagen und drei Gasverflüssigungsanlagen (englisch LNG trains) auf dem Gebiet der Barrow-Insel, um daraus Flüssigerdgas (LNG) vornehmlich für den Export in den asiatischen Raum herzustellen.
Das Projekt, das in einer Umwelt hoher Vulnerabilität aufgebaut wurde, erschließt eines der größten Erdgasvorkommen der Welt, dabei wird es durch australische Niederlassungen von drei großen internationalen Ölkonzernen dominiert, die die Projektmehrheit von 97 % halten. Es ist eines der vier großen Gasvorkommen für den Export von LNG in Australien. Zu Beginn der Projektierungsphase wurde von einer ausreichenden Gasmenge für 30 Jahre und später von 40 Jahren ausgegangen. Die Projektführerin Chevron gab im August 2010 bekannt, dass mit einer weiteren Laufzeit von 20 Jahren zu rechnen sei und dass man weitere LNG trains aufbauen müsse.
Produktions-Start war im März 2016.
Das Gorgon-Gasprojekt wird häufig mit dem Snowy-Mountains-System verglichen, einem langjährigen Projekt zur Energiesicherung mit großen technischen und finanziellen Herausforderungen, bei dem etwa 100.000 Personen beschäftigt waren, vor allem auch Ausländer, die die heutige multikulturelle Gesellschaft Australiens prägten.

## Lage

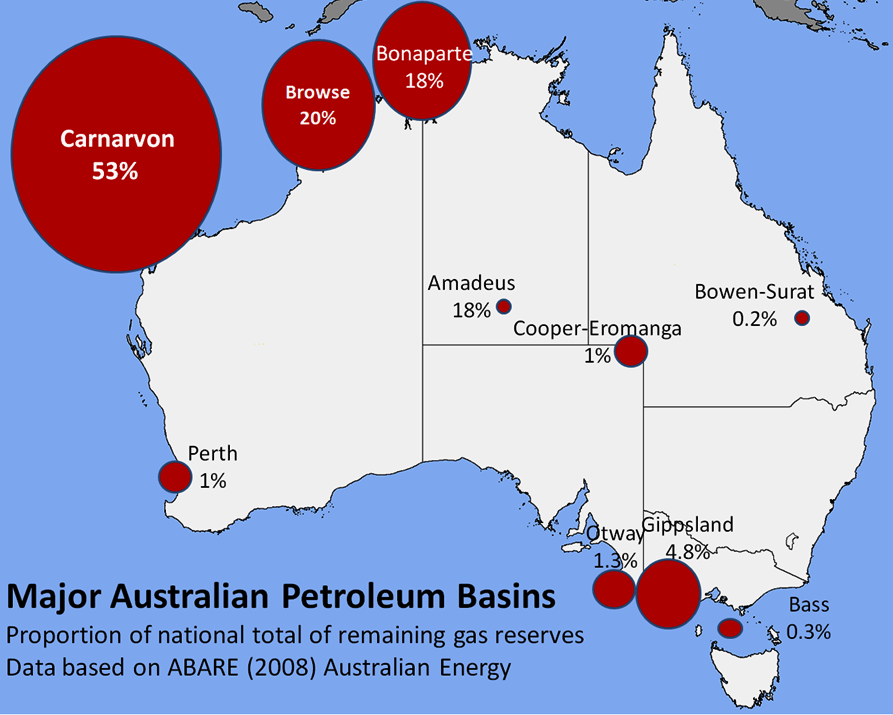
Erdgasvorkommen in Australien

Das Greater-Gorgon-Gasfeld umfasst mehrere Gasfelder einschließlich des Gorgon-, Chandon, Geryon-, Orthrus, Maenad, Eurytion-, Urania-, Chrysaor-, Dionysus-, Jansz/Io-Feldes und die West Tryal Rocks, die im Barrow sub-basin des Carnarvonbeckens liegen, ein Sedimentbecken. Das Gorgon-Gasfeld liegt am nächsten von den anderen Erdgasfeldern und befindet sich etwa 130 km von der Nordwestküste von Western Australia entfernt in einer Wassertiefe von 200 m. Andere Gasfelder, die zu der Gorgon-Gruppe gehören, liegen im Norden, wie das Jansz-Io-Gasfeld, das ein Gebiet von 200 km² in einer Wassertiefe von 1300 m umfasst.
Die Barrow-Insel ist 25 km lang und etwa 10 km breit mit einer Fläche von 235 km². Sie liegt etwa 50 km vor der Küste der Pilbara-Region, 85 km nordöstlich von Onslow und 140 km westlich von Karratha. Sie ist die größte Insel in diesem Gebiet, einschließlich der Montebello-Inseln und des Lowendal-Archipels.

## Geschichte
Mehr als 200 Erkundungsbohrungen wurden in den Gorgon-Gasfeldern innerhalb der letzten 35 Jahre im geologischen Barrow sub-basin, einschließlich der West Tryal Rocks in 1972 und Spar in 1976 durchgeführt. Die beiden letzten Gebiete erkundete die West Australian Petroleum (WAPET), eine Pioniergesellschaft der westaustralischen Erdöl- und Erdgasindustrie. WAPET war die Gesellschaft für Lagerstättenerkundung, die verschiedene Erkundungen im Namen von Chevron, Texaco, Shell und Ampolex (eine Abteilung für Lagerstättenerkundung der australischen Ampol) durchführte.
Chevron und Texaco fusionierten im Jahr 2001, Mobil übernahm Ampolex und später fusionierte Mobil mit Exxon zur ExxonMobil. Im Jahr 2000 übernahm Chevron die australischen WAPET.
WAPET entdeckte das Gorgon-Gasfeld bereits im Jahr 1981 als die Gorgon 1-Quelle bohrte. Allerdings wurden Erdgasvorkommen erst wirtschaftlich interessant, nachdem die Gasverflüssigung mit den großindustriellen LNG trains technisch entwickelt war. Später entdeckte WAPET das Chrysaor- (1994) und das Dionysusgasfeld (1996). Die Jansz-Io-Erdgasansammlung wurde im Januar 2000 entdeckt, von der angenommen wird, dass dieses Gasfeld die Ausbeutung von 566 Milliarden m³ ermöglicht.
Die Gorgon- und Jansz-Io-Gasfelder sollen insgesamt 1,13 Billionen m³ Erdgas enthalten und 60 Jahre lang ausgebeutet werden können.

## Umweltauflagen
Dem Projekt wurden vorläufige Umweltschutzauflagen durch die Regierung von Western Australia im September 2007 auferlegt und weitere durch den australischen Umwelt-Bundesminister im Monat darauf. Die Projektentwickler schlugen daraufhin in einem überarbeiten Plan eine Änderung der Projektgröße vor; letzte Umweltauflagen erhielt das Projekt am 11. August 2009. Das erweiterte Projekt wurde mit Umweltauflagen am 26. August 2009 durch den Bundesminister freigegeben.

## Beteiligungen und Mehrheiten
Australische Gesellschaften sind am Gorgon-Gasprojekt als Niederlassungen der internationalen Öl-Konzerne mit einer Mehrheit von 97 % beteiligt:
- Chevron Australia, eine Tochter der Chevron (47 % Anteil und Projektführer)
- Shell Development Australia, eine Tochter der Royal Dutch Shell (25 % Anteil)
- Mobil Australia Resources, eine Tochter der ExxonMobil (25 % Anteil)
- Ōsaka Gas, Japan (1,25 % Anteil)
- Tōkyō Gas, Japan (1 % Anteil)
- Kyūshū Electric Power Company, Japan (0,417 % Anteil)

## Maßnahmen
Nach Presseinformationen werden 300 Hektar Land auf der Barrow-Insel von der Maßnahme betroffen sein. Die Baumaßnahmen wurden am 1. Dezember 2009 begonnen und das erste LNG wird im Jahr 2010 lieferbar sein. Die Gasgewinnung wurde auf 30 Jahre projektiert, anschließend ging man von einer ausreichenden Gasmenge für 40 Jahre aus und in neuesten Veröffentlichungen rechnet Chevron mit weiteren 20 Jahren, bis das Gasvorkommen erschöpft sei.
Die Gasquellen sind durch Unterwasser-Pipelines mit der Nordwestküste der Barrow-Insel verbunden. Von dort wird das Gas in einem unterirdischen Pipelinesystem zu Anlagen der Gasaufbereitung und -verflüssigung an der Südostküste der Insel weitergeleitet. Die Fabrikanlage soll aus drei Gasverflüssigungsanlagen bestehen, jede mit einer jährlichen Kapazität von 5 Millionen Tonnen LNG. Der Bau eines LNG train erzeugt etwa AUD$ 10 Milliarden Kosten.
Das bei der Gasverflüssigung entstehende Kohlendioxid (CO2) beträgt 12–15 %. Es soll unterhalb der Insel in geologische Schichten eingelagert werden. Andererseits wird bei der Nutzung von Flüssiggas zur Erzeugung elektrischer Energie etwa 60 % weniger Kohlendioxid als bei anderen Verfahren freigesetzt.
LNG und die Erdgaskondensate werden zunächst in Tanks auf Land gelagert, um an einer 2.100 m langen Landungsbrücke auf LNG-Tanker zur Lieferung nach Übersee verladen zu werden. Erdgas für Australien wird über eine 70 km Unterwasser-Pipeline bis ans Festland gepumpt.

## Kosten und Wirtschaft
Obwohl die Kosten des Projekts von der Projektentwicklung nicht bekannt gegeben wurden, sind in der Presse Schätzungen von Analysten veröffentlicht worden. Nach Schätzungen beliefen sich die Gesamtkosten des Projekts im Jahr 2003 auf AUD$ 11 Milliarden und in 2007 auf AUD$ 16 Milliarden, auf AUD$ 50 Milliarden im März 2009 und auf AUD$ 43 Milliarden im September 2009.
Wirtschaftliche Betrachtungen, die als Teil der Auswirkungen auf die Umwelt im Jahr 2009 erarbeitet und veröffentlicht wurden, gehen davon aus, dass in einem Zeitraum von 30 Jahren 6.000 Arbeitsplätze in der Aufbauphase entstehen und etwa 3000 im Verlauf des Projekts langfristig Bestand haben werden. In neueren Veröffentlichungen wird von 10.000 Arbeitsplätzen und 3.500 Dauerarbeitsplätzen ausgegangen. Die Auswirkungen des Projekts auf das australische Bruttosozialprodukt wurden in den kommenden 30 Jahren, auf aktuellen Zahlenwerten basierend, mit einem Plus von AUD$ 64.3 Milliarden errechnet. Ein errechneter Ertrag von AUD$ 33 Milliarden wird der lokalen Region in Form von Gütern und Dienstleistung zufließen und die Steuereinnahmen des Staates sollen im Zeitraum von 30 Jahren AUD$ 40 Milliarden betragen.

## Gasverkauf
Für das Gorgon-Gasprojekt wurden bis zum August 2010 langfristige Verträge in der Höhe von etwa AUD$ 200 Milliarden abgeschlossen.

### Gasexport
Verkaufsverhandlungen über das Verkaufsvolumen des LNG fanden mit Unternehmen unter Beteiligung staatlicher Stellen in China, Indien, Indonesien, Japan und Südkorea statt.
Chevron Australia schloss Verträge über Gasliefervolumina mit Unternehmen aus Japan und Südkorea mit folgenden Unternehmen ab:
- Ōsaka Gas, Japan: 1,375 Millionen Tonnen jährlich für 25 Jahre
- Tōkyō Gas, Japan: 1,1 Millionen Tonnen jährlich für 25 Jahre
- Chubu Electric Power, Japan: 1,44 Millionen Tonnen jährlich für 25 Jahre
- GS Caltex, Südkorea: 0,5 Millionen Tonnen jährlich für 20 Jahre
- Korea Gas Corporation (KOGAS): 1,5 Millionen Tonnen jährlich für 15 Jahre
- Nippon Oil Corporation, Japan: 0,3 Millionen Tonnen jährlich über 15 Jahre
- Kyūshū Electric Power Company, Japan: 0,3 Millionen Tonnen jährlich über 15 Jahre

Shell schloss langfristige Verträge mit Unternehmen aus Indien, Indonesien und Mexiko ab, wie mit der PetroChina International Company Limited und BP Singapore Pte. Limited und vereinbarte zeitliche LNG-Lieferungen an die Energia Costa Azul in Baja California (Mexiko) und an die Hazira in Gujarat (Indien) zu.
Eine australische Tochter von ExxonMobil unterzeichnete langfristige Lieferverträge mit Unternehmen aus Indien und China, wie der Petronet LNG Limited of India über 1,5 Millionen Tonnen jährlich über eine Laufzeit von 20 Jahren und mit der PetroChina International Company Limited 2,25 Millionen Tonnen jährlich über 20 Jahre und erhielt weitere vertragliche Zusicherungen von Gasvolumina aus dem Gorgon-Projekt.

### Gaslieferungen nach Australien
Nach den gesetzlichen Vorgaben des Barrow Island Act (2003) hat das Gorgon-Projekt zuzusichern, 2000 Petajoule Gas an den australischen Markt zu liefern. Das Gorgon-Projekt plant ein nationales Gasprojekt, das den kontinuierlichen Ausbau inländischer Gaslieferungen auf 300 Terajoule vorsieht. Chevron wies darauf hin, dass die Belieferung des australienen Gasmarktes die Installation eines dritten LG trains erforderlich macht.

## CO2-Abscheidung
Das Gorgon-Gasprojekt wurde unter der Auflage genehmigt, dass ab Beginn der Förderung für einen Zeitraum von fünf Jahren mindestens 80 % der freigesetzten CO2-Emissionen abgeschieden und gespeichert werden müssen. Die Gasförderung begann im Jahr 2017, die Genehmigung für das CCS-Projekt wurde jedoch dreimal verschoben und begann im August 2019. Im Jahr 2021 wurde bekannt, dass zeitweise Sand das Injektionssystem verstopfte. Im Jahr 2022 wurden dann 1,6 Millionen Tonnen CO2 verpresst, knapp die Hälfte der Jahrs-Planmenge.
Der BUND berichtete, dass über mehrere Jahre 60 % der bei der LNG-Förderung entstandenen CO2-Emissionen in die Atmosphäre entlassen werden mussten. Der Betreiber konnte sich mit CO2-Zertifikaten freikaufen.
Die CCS-Anlage gilt mit einer jährlichen Kapazität von 4 Millionen Tonnen als die weltweit Größte.

## Flora und Fauna
Im Gebiet der Gasgewinnung gibt es ein zusammenhängendes großes Schutzgebiet mit dem Montebello Islands Marine Park mit 58.331 ha, dem Barrow Island Marine Park mit 4169 ha und dem Barrow Island Marine Management Area mit 114.693 ha.
Auf den Montebello-Inseln fand 1952 die erste britisch-australische Atombombenexplosion statt.
Die Barrow-Insel ist ein Spinifex-Grasland mit zahlreichen Termitenhügeln. Dort leben das Bergkänguru, Brillen-Hasenkänguru, Bürstenkänguru, Golden Bandicoot und Barrow-Insel-Mouse. Ein endemischer Vogel, Malurus leucopterus edouardi, eine Unterart des Weißflügel-Staffelschwanz und Fischadler kommen vor. Die Kalksteinbecken und Aushöhlungen bildeten die Voraussetzungen für die Entwicklung endemischer Süßwasserfische wie den Blind Gudgeon, troglobiote und amphibische Arten.
Um die Barrow-Insel und die Montebello-Inseln halten sich die Suppenschildkröte, Echte Karettschildkröte, Wallriffschildkröte und gelegentlich Unechte Karettschildkröte auf. Sieben Arten von Zahnwalen und drei Bartenwale wurden gezählt, auch Buckelwale halten sich dort zeitweise auf und ferner Dugongs. Es gibt 150 Arten von Steinkorallen im Meeresgebiet und 15 Vogelarten wurden festgestellt.
An den Küsten wachsen Mangrovenwälder, die sich mit Sandstränden abwechseln. In den Gewässern des Parks befinden sich auch bedeutende Korallenriffe mit tropischer Fauna.

## Kritik am Projekt
Das geplante Projekt zog sich Kritik von Umweltschutzgruppen zu, u. a. des WWF Australia, die den möglichen Untergang der Ökologie auf der Barrow-Insel befürchten. Bekanntgegeben hat das Gorgon-Projekt, dass 40 eigene „Quarantäne-Offiziere“ an den Ausgangshäfen die Fracht für das Projekt in Asien und Europa zur Kontrolle stationiert sind, die verhindern sollen, dass fremde Tiere und Pflanzen auf die Barrow-Insel gelangen. Die Insel ist ein Naturschutzgebiet der A-Kategorie und verfügt über Vorkommen der endemischen Wallriffschildkröte, die als sehr vulnerabel ist. Der Bestand weiterer endemischer Tiere auf der Insel sei existenziell bedroht.
Andere Bedenken werden über die Angemessenheit von Schutzmaßnahmen auf der Barrow-Insel gegen das Eindringen von nichtendemischen Spezies, die die vorhandene Flora und Fauna vernichten kann und über die Risiken, die bei der Entsorgung von CO2 in die geologische Struktur entstehen, geäußert.
Grundsätzlich misstrauen die Kritiker der Regierung von Western Australia und insbesondere der regierenden Liberal Party, die in Vergangenheit stets nur die Interessen der Großindustrie vertreten, Umweltbelange gänzlich ignoriert und die wirtschaftlichen Interessen favorisiert habe.

## Ausblick
Chevron gab im August 2010 bekannt, dass das Gasvorkommen derart groß ist und bereits jetzt erkannt wird, dass ein vierter LNG train zur Nutzung der vorhandenen Gasmenge erforderlich sei und dass ggf. ein fünfter erforderlich werden wird.